# لوكاس كروزه
لوكاس كروزه (بالألمانية: Lukas Kruse)‏ (9 يوليو 1983 ببادربورن في ألمانيا - ) هو لاعب كرة قدم ألماني في مركز حراسة المرمى. لعب مع بادربورن 07 وبوروسيا دورتموند 2 وبوروسيا دورتموند ونادي آوغسبورغ.

## روابط خارجية
- لوكاس كروزه على موقع قاعدة بيانات كرة القدم.إي يو (الإنجليزية)
- لوكاس كروزه على موقع بيانات كرة القدم. دي إي (الألمانية)
- لوكاس كروزه على موقع عالم كرة القدم.نت (الإنجليزية)
- لوكاس كروزه على موقع AS.com (الإسبانية)